# Oluwafemi Ajilore
Ebenezer Oluwafemi Ajilore (ur. 18 stycznia 1985 w Lagos) – nigeryjski pomocnik występujący w Middelfart G&BK. W tym samym roku został powołany do reprezentacji U-23 na Igrzyska Olimpijskie w Pekinie, gdzie Nigeria zdobyła srebrny medal.